# Monguelfo-Tesido
Monguelfo-Tesido (en allemand, Welsberg-Taisen) est une commune italienne d'environ 2 900 habitants située dans la province autonome de Bolzano dans la région du Trentin-Haut-Adige dans le nord-est de l'Italie.

## Administration
| Période                                  | Période | Identité | Étiquette | Qualité |
| ---------------------------------------- | ------- | -------- | --------- | ------- |
|                                          |         |          |           |         |
| Les données manquantes sont à compléter. |         |          |           |         |

### Hameaux
Novale, Prati, Riva di Sotto, Tesido

### Communes limitrophes
Les communes limitrophes sont  Braies, Rasun-Anterselva, Valdaora, Valle di Casies et Villabassa.

## Personnalités liées à Monguelfo-Tesido
- Paul Troger (1698-1762) : peintre rococo